# 7451 Verbitskaya
7451 Verbitskaya è un asteroide della fascia principale. Scoperto nel 1978, presenta un'orbita caratterizzata da un semiasse maggiore pari a 2,8097479 UA e da un'eccentricità di 0,1683422, inclinata di 10,29626° rispetto all'eclittica.